# Carlos Salazar Castro
Carlos Salazar Castro (* 1800 in  San Salvador, El Salvador; † 23. Juli 1867 in San José, Costa Rica) war ein salvadorianischer Politiker. Vom 23. Juni bis zum 13. Juli 1834 amtierte er alsJefe Supremo der Provinz El Salvador und vom 30. Januar 1839 bis 13. April 1839 in gleicher Funktion in der Provinz Guatemala in der Zentralamerikanischen Konföderation.

## Leben
Seine Eltern, Francisca Castro Lara und José Gregorio Salazar Lara, schickten ihn 1812 nach Guatemala, um ein Abitur in Humanwissenschaften auf der Colegio Tridentino zu machen. Nach einem Studienwechsel schloss Castro 1817 sein Studium auf der Universidad de San Carlos de Guatemala ab und kehrte nach El Salvador zurück, wo er sich dem Geschäft und der Verwaltung der Latifundien seiner Familie widmete. In seinem weiteren Leben war er Mitglied der Fiebres und der Unabhängigkeitsbewegung.
Seine politische Karriere begann 1822 als Nachrückabgeordneter. Zehn Jahre später wurde er Jefe Supremo der Provinz El Salvador sowie Stellvertreter des Präsidenten der Zentralamerikanischen Konföderation, José Francisco Morazán Quezada. Vom 30. Januar 1839 bis 13. April 1839 war er Jefe Supremo der Provinz Guatemala, nachdem er bereits zum Regierungsminister ernannt worden war.
1837 kämpfte er auf der Seite seines Freundes Francisco Morazán gegen die Serviles oder Moderados, die sich damals die Partido Conservador nannte. Als das Regime von Morazán gestürzt war, trafen sich Carlos Salazar Castro und Morazán im April 1840 in Costa Rica im Exil. Castro ließ sich in Costa Rica nieder, hielt sich fern von der Politik und eröffnete in San José ein Geschäft.
Am 23. Juli 1867 starb Castro. Seine sterblichen Überreste wurden auf den Cementerio de Los Ilustres überführt.
| Vorgänger                     | Amt                                                              | Nachfolger                 |
| ----------------------------- | ---------------------------------------------------------------- | -------------------------- |
| Joaquín de San Martín y Ulloa | Jefe Supremo der Provinz El Salvador 23. Juni 1834–13. Juli 1834 | José Gregorio Salazar Lara |
| -Mariano Rivera Paz           | Staatschef der Provinz Guatemala 30. Januar 1839–13. April 1839  | Mariano Rivera Paz         |

| Personendaten    | Personendaten                         |
| ---------------- | ------------------------------------- |
| NAME             | Salazar Castro, Carlos                |
| KURZBESCHREIBUNG | liberaler Politiker in Zentralamerika |
| GEBURTSDATUM     | 1800                                  |
| GEBURTSORT       | San Salvador                          |
| STERBEDATUM      | 23. Juli 1867                         |
| STERBEORT        | San José, Costa Rica                  |